# АИ-4
Аптечка индивидуальная АИ-4 — средство для оказания само- и взаимопомощи в случае поражения оружием массового поражения (ОМП) и травм. Аптечка была разработана для замены устаревших изделий с запрещенными препаратами (например, Аптечка индивидуальная АИ-2).
Аптечка предназначена для оказания первой помощи в порядке само и взаимопомощи, предупреждения или ослабления поражающего действия радиоактивных веществ (РВ), бактериальных средств (БС), фосфорорганических веществ (ФОВ).

## Нормативные документы для производства и применения
Применение АИ-2 на территории Российской Федерации прекращено приказом Росстандарта от 17.05.2012 № 67-ст с 01.07.2012. Взамен устаревшей аптечки индивидуальной АИ-2 для выполнения силами гражданской обороны мероприятий по оказанию первой помощи пострадавшим и профилактики поражений в мирное и военное время, с 2011 года компанией "Химкомплектзащита" разработана и выпускается аптечка АИ-4, Регистрационное удостоверение № ФСР 2011/09822
Однако, письмом Росздравнадзора РФ от 28.07.2014 г. № 01и-1108/14 «О применении аптечек индивидуальных типа АИ-2, АИ-4» указано на недопустимость использования и приобретения АИ-2 и АИ-4. Также в федеральные органы исполнительной власти, исполнительные органы государственной власти субъектов Российской Федерации, руководителям органов государственной власти субъектов Российской Федерации в сфере охраны здоровья и организации Министерством здравоохранения РФ было направлено письмо от 03.06.2014 г. № 14-3/10/2-4031 «О прекращении обращения аптечки индивидуальной» с тем же содержанием. Согласно ему, взамен аптечки индивидуальной для выполнения силами гражданской обороны мероприятий по оказанию первой помощи пострадавшим и профилактики поражений в мирное и военное время, в том числе населения, Минздравом России совместно с МЧС России разработаны и приказом Минздравом России от 15.02.2013 N 70н (регистрация Минюста России от 23.04.2014 N 28259) утверждены требования к комплектации лекарственными препаратами и медицинскими изделиями комплекта индивидуального медицинского гражданской защиты (КИМГЗ) для оказания первичной медико-санитарной помощи и первой помощи. 
Приказ Минздрава России от 15.02.2013 N 70н отменён Постановлением Правительства РФ от 4 июля 2020 г. N 982. Новый Приказ Минздрава России от 28.10.2020 N 1164н. 

## Внешний вид

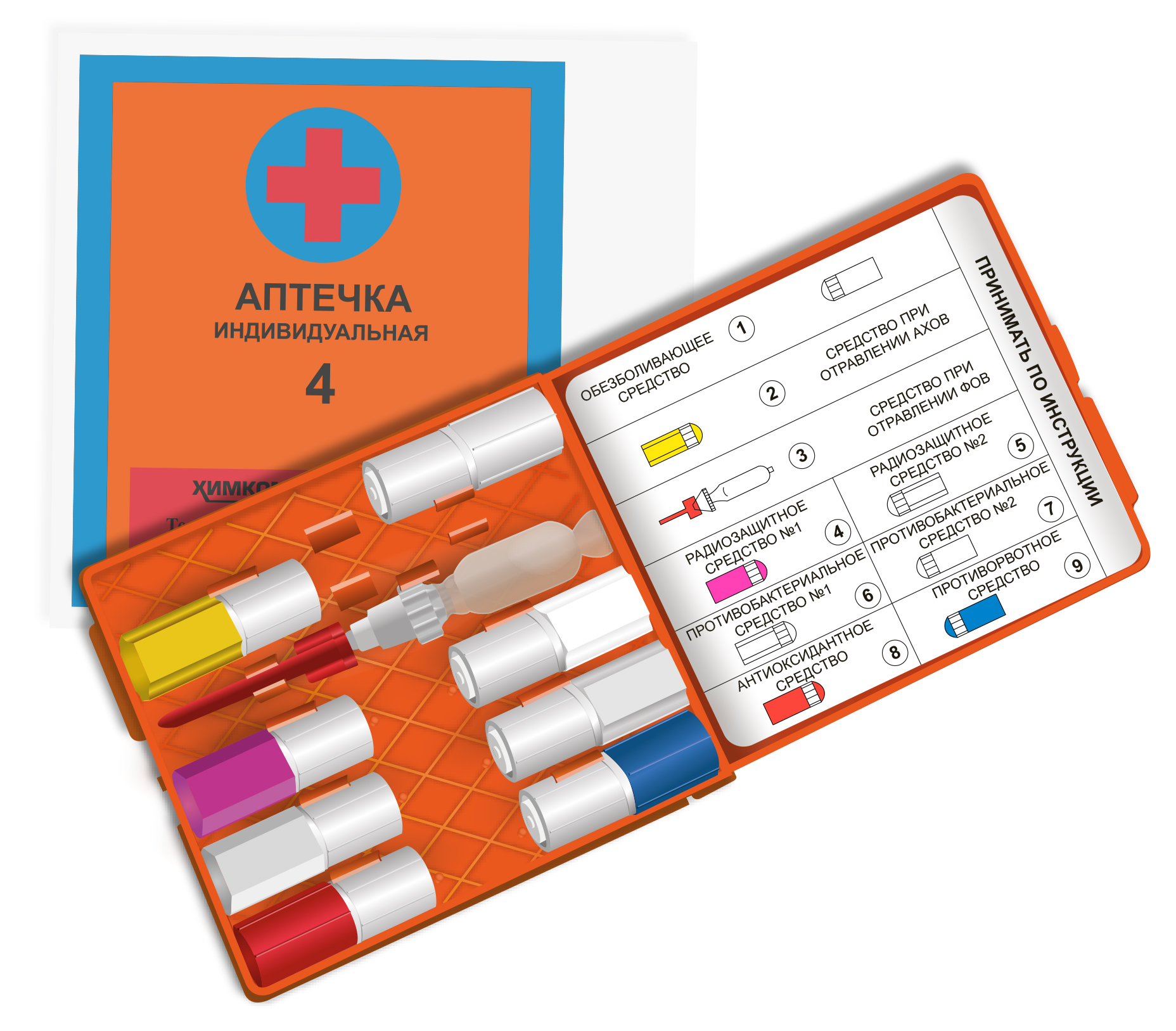
Внешний вид аптечки индивидуальной АИ-4

Аптечка АИ-4 выглядит как ярко-оранжевый пластиковый футляр размером 9×10×2 см с надписью «Аптечка индивидуальная 4», крестом в круге и выступами для удержания. С тыльной стороны футляра нанесено наименование производителя. Внутри — ячейки для лекарств, пеналы с лекарствами, инструкция. Поставляется в полиэтиленовом пакете с нанесённой информацией об изделии и производителе.

## Комплектация аптечки индивидуальной АИ-4
- Противоболевое средство (гнездо № 1, пенал без окраски. Применяется при переломах, обширных ранах и ожогах. Одну таблетку на приём); Кеторолак.
- Средство при отравлении АХОВ (гнездо № 2, пенал жёлто-зелёного цвета. Принимается по 1 капсуле за 20—30 мин. до вхождения в зону задымления (загазованности), при высоком риске ингаляции CO — угарным газом, в горящем лесу, в период проведения работ по ликвидации тушения самих пожаров и спасения пострадавших); Ацизол (или Гипоксен) .
- Средство при отравлении ФОВ (гнездо № 3, шприц-тюбик с красным колпачком. Для внутримышечного использования. Принимается по сигналу Гражданской обороны); Пеликсим АЛ-85.
- Радиозащитное средство № 1 (гнездо № 4, пенал малинового цвета. Принимается содержимое пенала за 15—20 мин. до предполагаемого облучения); Препарат Б-190[1] — альфа-один-адреномиметик прямого действия.
- Радиозащитное средство № 2 (гнездо № 5, пенал белого цвета. Принимается взрослыми и детьми по 1 таблетке до предполагаемого облучения или в течение 30 минут после облучения. Далее по 1 таблетке ежедневно после выпадения радиоактивных осадков. Детям до 2 лет по 1/3 таблетки); Калия йодид.
- Противобактериальное средство № 1 (гнездо № 6, пенал без окраски. Принимается при угрозе или бактериальном заражении, а также при ранах и ожогах содержимое пенала, запивая водой. Детям до 8 лет запрещён, от 8 до 12 лет — 1 капсула на приём); Препарат Д — Доксициклин.
- Противобактериальное средство № 2 (гнездо № 7, пенал без окраски. Принимается после облучения при возникновении желудочно-кишечных расстройств по 1 таблетке 2 раза в сутки. Детям запрещён); Препарат Ц — Ципрофлоксацин.
- Противорвотное средство (гнездо № 9, пенал голубого цвета. Принимается по 1 таблетке сразу после облучения. Детям от 6 лет по 1/2 таблетки); Метоклопрамид (или аналоги).
- Резервный антидот ФОВ (антиоксидантное средство, гнездо № 8, пенал красного цвета. Принимается содержимое пенала по сигналу Гражданской обороны. Детям 5—12 лет по 1 таблетке); Мексидол.

Аптечка индивидуальная АИ-4 выпускается в четырех комплектациях:
| Наименование                                     | Комплектация | Комплектация | Комплектация | Комплектация | Соответствие приказу № 70н |
| Наименование                                     | № 1          | № 2          | № 3          | № 4          | Соответствие приказу № 70н |
| ------------------------------------------------ | ------------ | ------------ | ------------ | ------------ | -------------------------- |
| Противоболевое средство                          | +            | +            | +            | +            | +                          |
| Средство при отравлении АХОВ (антидот CO)        | +            | +            | +            | +            | +                          |
| Антиоксидантное средство / Резервный антидот ФОВ | +            | +            | +            |              |                            |
| Противобактериальное средство № 1                | +            | +            | +            | +            | +                          |
| Противобактериальное средство № 2                | +            | +            | +            | +            | +                          |
| Противорвотное средство                          | +            | +            | +            | +            | +                          |
| Радиозащитное средство № 2                       | +            | +            | +            | +            | +                          |
| Радиозащитное средство № 1                       | +            | +            |              | +            | +                          |
| Средство при отравлении ФОВ                      | +            |              |              | +            | +                          |